# Bjarne Andersson
Bjarne Lennart Andersson (ur. 28 kwietnia 1940 w Motali, zm. 12 sierpnia 2004 w Mora) – szwedzki biegacz narciarski, srebrny medalista olimpijski.

## Kariera
Igrzyska olimpijskie w Grenoble w 1968 r. były pierwszymi i zarazem ostatnimi w jego karierze. Wspólnie z Janem Halvarssonem, Gunnarem Larssonem i Assarem Rönnlundem wywalczył srebrny medal w sztafecie 4 × 10 km. Na tych samych igrzyskach zajął 6. miejsce w biegu na 15 km techniką klasyczną.
W 1966 roku wystartował na mistrzostwach świata w Oslo. W biegu na 15 km stylem klasycznym zajął czwarte miejsce, przegrywając walkę o brązowy medal z Oddem Martinsenem z Norwegii. Wraz z kolegami zajął także czwarte miejsce w sztafecie. Na kolejnych mistrzostwach świata już nie startował.
Andersson był mistrzem Szwecji w biegu na 15 km w 1968 r. oraz sześciokrotnie w sztafecie 3x10 km w latach 1966-1973. Był także trzykrotnie mistrzem Szwecji w biegu przełajowym w 1968, 1969 i 1972 r.

## Osiągnięcia

### Igrzyska olimpijskie
| Miejsce | Dzień     | Rok  | Miejscowość | Konkurencja             | Czas biegu  | Strata      | Zwycięzca         |
| ------- | --------- | ---- | ----------- | ----------------------- | ----------- | ----------- | ----------------- |
| 6.      | 10 lutego | 1968 | Grenoble    | 15 km stylem klasycznym | 47:54.2 min | +56.9 s     | Harald Grønningen |
| 2.      | 14 lutego | 1968 | Grenoble    | Sztafeta 4 × 10 km      | 2:08:33.5 h | +1:39.7 min | Norwegia          |

### Mistrzostwa świata
| Miejsce | Dzień     | Rok  | Miejscowość | Konkurencja             | Czas biegu  | Strata      | Zwycięzca       |
| ------- | --------- | ---- | ----------- | ----------------------- | ----------- | ----------- | --------------- |
| 10.     | 17 lutego | 1966 | Oslo        | 30 km stylem klasycznym | 1:37:26.7 h | +1:37.3 min | Eero Mäntyranta |
| 4.      | 20 lutego | 1966 | Oslo        | 15 km stylem klasycznym | 47:56.2 min | +26.6 s     | Gjermund Eggen  |
| 4.      | 23 lutego | 1966 | Oslo        | Sztafeta 4 × 10 km      | 2:14:27.9 h | +4:03.2 min | Norwegia        |